# São Martinho de Árvore e Lamarosa
São Martinho de Árvore e Lamarosa (oficialmente: União das Freguesias de São Martinho de Árvore e Lamarosa) é uma freguesia portuguesa do município de Coimbra, com 20,88 km² de área e 2716 habitantes (censo de 2021). A sua densidade populacional é 130,1 hab./km².

## História
Foi constituída em 2013, no âmbito de uma reforma administrativa nacional, pela agregação das antigas freguesias de São Martinho de Árvore e Lamarosa e tem a sede em Lamarosa.

## Demografia
A população registada nos censos foi:
| Distribuição da População por Grupos Etários | Distribuição da População por Grupos Etários | Distribuição da População por Grupos Etários | Distribuição da População por Grupos Etários | Distribuição da População por Grupos Etários | Distribuição da População por Grupos Etários |
| -------------------------------------------- | -------------------------------------------- | -------------------------------------------- | -------------------------------------------- | -------------------------------------------- | -------------------------------------------- |
| Antes da agregação                           |                                              |                                              |                                              |                                              |                                              |
| Ano                                          | 0-14 anos                                    | 15-24 anos                                   | 25-64 anos                                   | >= 65 anos                                   | Total                                        |
| 2001                                         | 472                                          | 470                                          | 1690                                         | 560                                          | 3192                                         |
| 2011                                         | 451                                          | 307                                          | 1728                                         | 616                                          | 3102                                         |
| Após a agregação                             |                                              |                                              |                                              |                                              |                                              |
| Ano                                          | 0-14 anos                                    | 15-24 anos                                   | 25-64 anos                                   | >= 65 anos                                   | Total                                        |
| 2021                                         | 306                                          | 295                                          | 1344                                         | 771                                          | 2716                                         |